# Латіуміт
Латіуміт (рос. латиумит; англ. latiumite; нім. Latiumit m)  — мінерал, складний силікат кальцію, лугів і алюмінію острівної будови.

## Загальний опис
Хімічна формула:
1. За Є. Лазаренком: Ca6(K, Na)2Al4[(SO4)|(SiO4)6].
2. За К.Фреєм: K(Ca, Na)3(Al, Si)5O11(SO4, CO3,OH).
Склад у % (з родовища Латіум): CaO — 29,41; K2O — 7,20; Na2O — 1,11; Al2O3 — 24,67; SiO2 — 28,33; CO2 — 1,60; SO3 — 5,42.
Домішки: FeO; Fe2O3; MgO; MnO.
Сингонія моноклінна.
Форми виділення: таблитчасті кристали.
Густина 2,93.
Твердість 6,0 — 6,5.
Колір білий. Блиск скляний. Спайність досконала.
Знайдений в горах Альбані (Італія). Рідкісний. За назвою родовища Латіум (Італія), C.E.Tilley, N.F.M. Henry, 1952.